# Gynoplistia flavohalterata
Gynoplistia flavohalterata là một loài ruồi trong họ Limoniidae. Chúng phân bố ở miền Australasia.